# Abu Ajjúb al-Anszári

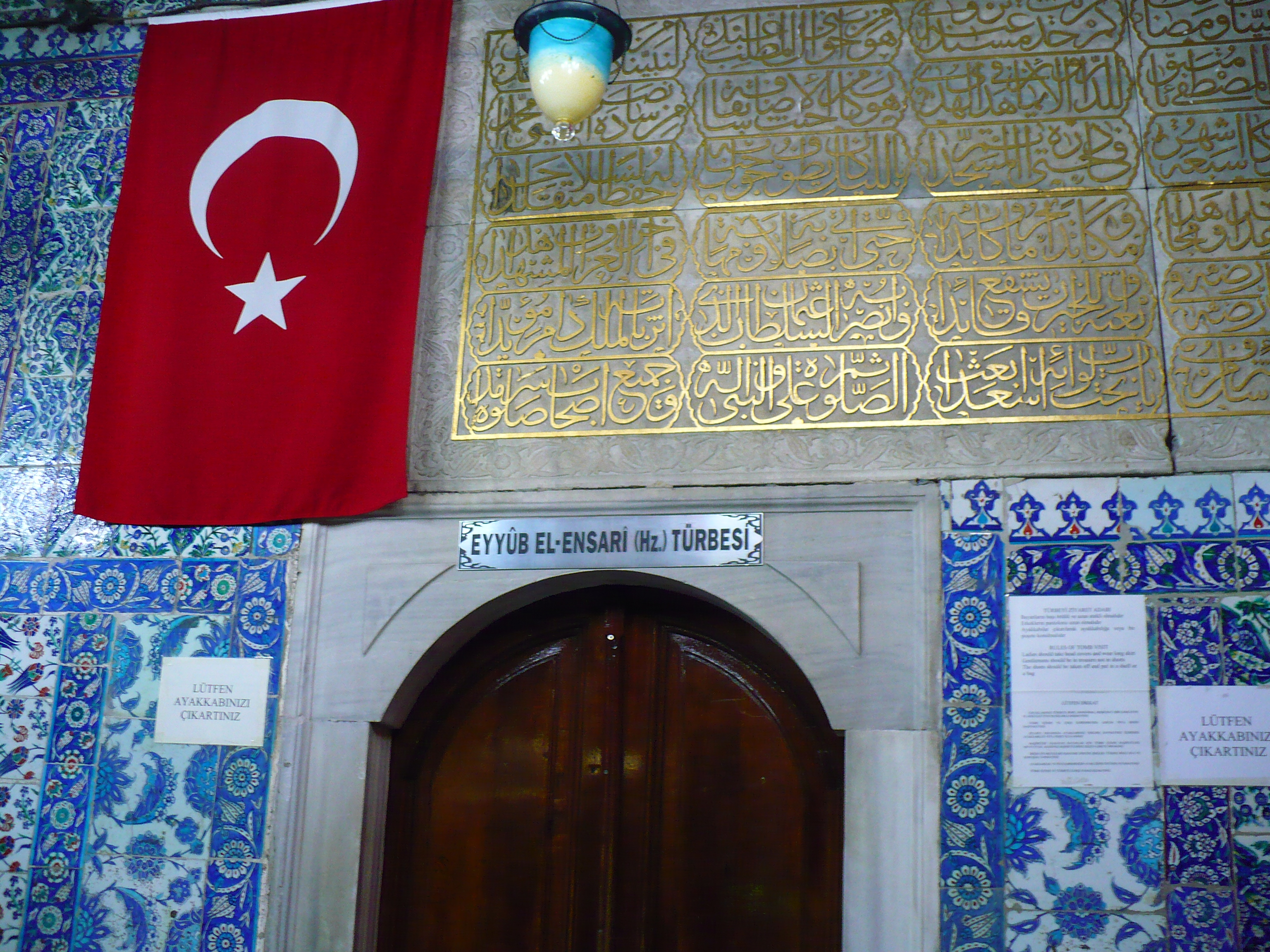
Síremléke

Abu Ajjúb Hálid ibn Zajd al-Hazradzsi al-Anszári (Jaszrib, 585 k. – Konstantinápoly, 674–678 között) Mohamed próféta egyik társa (szahabí), a medinai muszlimok (anszár) egyike volt. Miután Allah küldötte Medina városába költözött, ő volt az, aki őt nyolc hónapra befogadta a saját házába. Sírja Isztambulban található; a törökök Eyüp Sultannak hívják.

## Családja

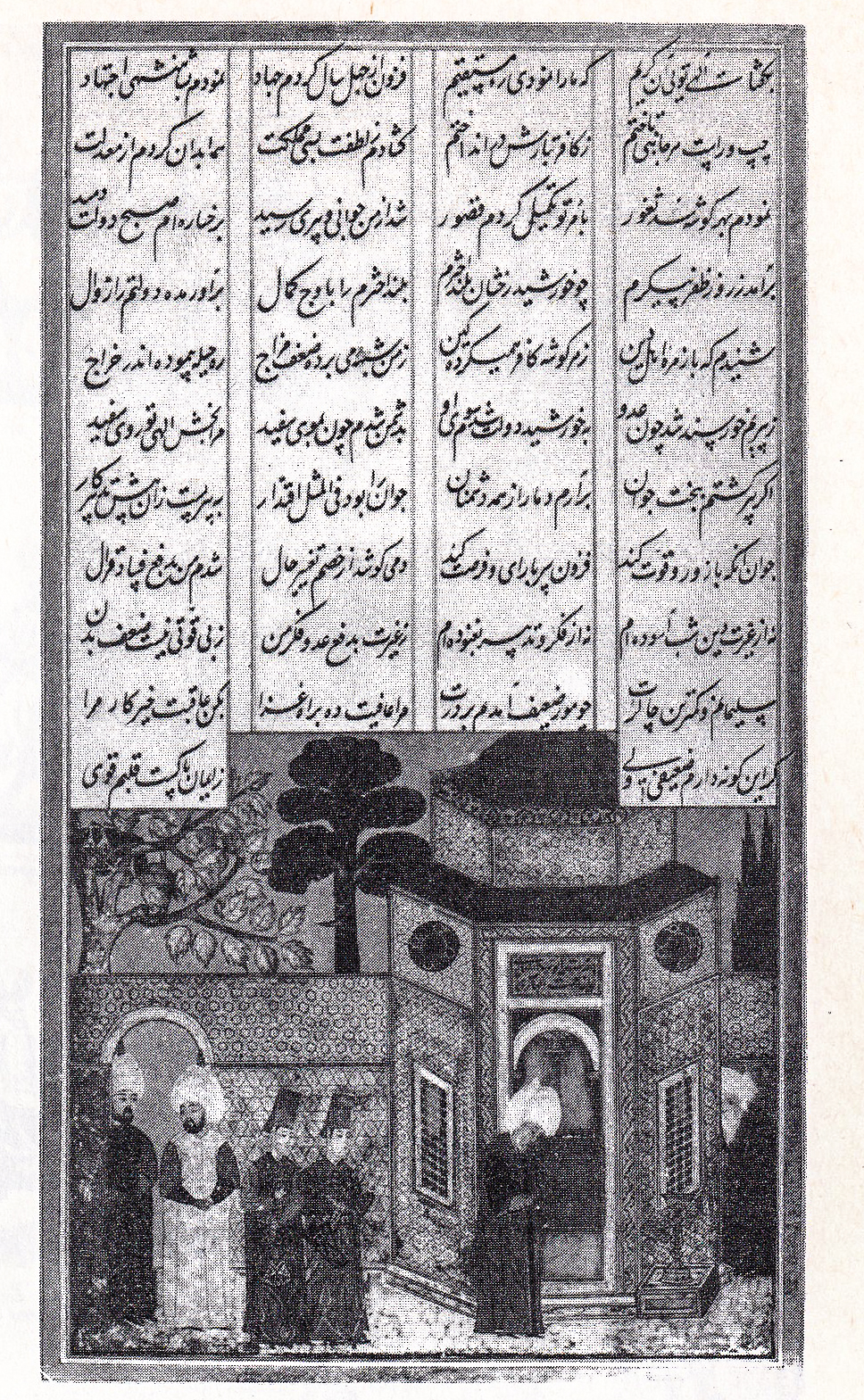
Nagy Szulejmán Abu Ajjúb al-Anszári sírjánál

Abu Ajjúb Hálid apját Zajdnak, édesanyját Hindnek hívták. A Medinában honos egyik arab törzs, a hazradzs tagja volt. Három fia született. A legidősebb fia Ajjúb (Jób) volt, akiről kunjáját, az araboknál megszokott tiszteleti nevét is kapta. A második fiú neve Abd ar-Rahmán, a legkisebbé, apjához hasonlóan, Hálid.

## Iszlámra térése
Abu Ajjúb Mohamed próféta prófétálásának tizenharmadik évében vette fel az iszlám vallást. Aközött a hetvenhárom férfi között találjuk, akik már muszlimként indultak Mekka felé, a haddzsot teljesíteni. Az Akabai-szorosban találkozott először Allah küldöttével. A hidzsra után Mohamed próféta baráti párokat alkotott a medinai „segítők” (nászir, tbsz. anszár) és a mekkai áttelepülők (muhádzsirún) között. Abu Ajjúb társa az a Muszab ibn Umajr lett, aki az uhudi csata során szenvedett mártíromságot.

## Mohamed próféta megérkezik Medinába
A hidzsra végállomásán, a később Medinaként elhíresülő Jaszribban számos medinai azt szerette volna, hogy amíg meg nem épül végleges hajléka, nála találjon szállásra. Mohamed próféta a tevéjére bízta a döntést, ő pedig Abu Ajjúb házánál állapodott meg, ahol a próféta a következő nyolc hónapot töltötte. Ugyan Abu Ajjúb szegény ember volt, a lehető legjobb körülmények között helyezte el nemes vendégét. Ettől kezdve Anszárí részt vesz a muszlimok minden jelentős hadjáratában ugyanúgy, akárcsak a mecsetek építkezésein.

## Abu Ajjúb öregkora és mártíromsága
Mohamed próféta halála után, idős kora ellenére is tovább harcolt Allah útján. Részese volt Ciprus meghódításának, azaz a muszlimok első tengeri csatájának is, ám a legfőbb vágya Konstantinápoly bevétele volt, hiszen Mohamed próféta a legszebb szavakkal dicsérte azt a hadvezért és a katonáit, akik ezt megteszik. Már elmúlt kilencvenéves, mikor gyermekei ellenkezése ellenére I. Muávija hadaival útnak indult a Bizánci Birodalom székhelye felé, melynek falainál elesett. Sírját később a keresztények is tisztelték, majd az évszázadok során elpusztult.

## Sírjának megtalálása és kultusza

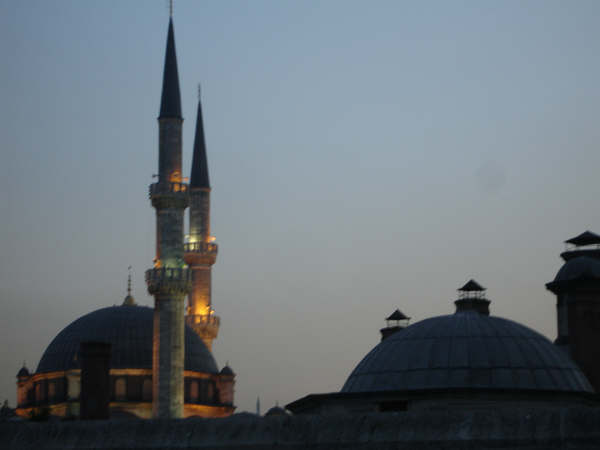
Az Eyüp mecset szürkületkor

Miután Konstantinápolyt 1453-ban végül elfoglalták a muszlimok, a hódító hadvezér, II. (Hódító) Mehmed szultán elrendelte a törökök által Eyüp szultánnak nevezett hős sírjának megkeresését. A szultán tanítója, a jeles szúfi mester, Ak Samsz ad-Dín spirituális módszerekkel találta meg a sírt a Aranyszarv-öböl közelében 1455-ben, mely azóta is jeles búcsújáróhely, s körülötte fejlődött ki Isztambul egyik legjelentősebb temetője. A terület ma hivatalosan Eyüp néven Isztambul egyik kerülete. Eyüp szultánt Isztambul szellemi vezetőjének tekintik. A muszlim hagyomány szerint, aki felkeresi Isztambult, az Abu Ajjúb vendége.